# رافائل آلکورتا
رافائل آلکورتا (به اسپانیایی: Rafael Alkorta) بازیکن فوتبال اهل اسپانیا است که از سال ۱۹۹۰ تا ۱۹۹۸ میلادی عضو تیم ملی فوتبال اسپانیا بوده و در ۵۴ بازی ملی حضور داشته‌است. او در بازی‌های ملی‌اش گلی به ثمر نرساند.